# Doñinos de Ledesma
Doñinos de Ledesma là một đô thị ở tỉnh Salamanca, phía tây Tây Ban Nha, cộng đồng tự trị Castile-Leon. Dân số là 108 người.
Đô thị này có diện tích 46,15 km².
Đô thị này nằm ở khu vực có độ cao 846 mét trên mực nước biển.
Mã số bưu chính là 37139.